# Bureau de l’écran autochtone
Le Bureau de l’écran autochtone (BEA) est un organisme canadien au service des créateurs de contenu sur écran des Premières Nations, Inuit et Métis au Canada, crée en 2017 et basé à Toronto. La mission du BEA consiste à promouvoir et à soutenir la souveraineté narrative des peuples autochtones en augmentant leur représentation et leur participation dans l’industrie audiovisuelle du Canada. Jesse Wente (en) est le premier chef de l'organisation. Il quitte le BEA en 2022 et Kerry Swanson devient directrice exécutive.